# 本村久美子
本村 久美子（もとむら くみこ、1977年5月11日 - ）は、日本のエレクトーンプレイヤー。大阪府出身。血液型はA型。好きな言葉は「思いやり」、好きな食べ物は、トンカツと、シュークリームである。

## 出演番組
おはよう朝日です（土曜日担当 1996年秋～2004年10月）
2007年に行われた鈴鹿8時間耐久ロードレースでもレポーターとして取材を行っている。
結婚後は九州在住。